# Koushik
Koushik Ghosh, conosciuto al pubblico semplicemente come Koushik (Dundas, ...), è un musicista canadese.
Sotto contratto con la Stones Throw Records, Koushik ha realizzata per l'etichetta due album: Be With (2005), una collezione di singoli ed EP prodotti tra il 2002 e il 2005 e Out my Window (2008) . Ha lavorato con Four Tet, Caribou e con i Madvillain, remixando il loro album Madvillainy.

## Discografia

### Album
- Be With (collection of singles and EPs)
- Out My Window

### EP
- Battle Times EP
- One In A Day EP
- Stones Throw White Label Remixes
- Madvillain: Koushik Remixes
- Cold Beats / Cold Heat (con Percee P)